# Peter Marti (Werbeunternehmer)
Peter Marti (* 15. Januar 1954) ist ein Schweizer Unternehmens- und Marketingberater sowie Fachbuchautor zum Thema Marketing.

## Leben
Der Sohn des Berner Pfarrers und Schriftstellers Kurt Marti wurde in den 1980er und 1990er Jahren in der Schweiz durch seine provokanten  Werbekampagnen für Hakle-Toilettenpapier und Rifle Jeans
bekannt. 1982 wurde er zum Werber des Jahres der schweizerischen Zeitung Werbewoche gewählt. Als Chief Executive Officer und Mitinhaber leitete er die Marti, Ogilvy & Mather AG und die Ogilvy & Mather Direct. 1997 verkaufte er seine Anteile und gründete die Agentur Marti & Partner in Zürich. Am 1. April 2010 schlossen sich die beiden grossen Zürcher Agenturen Marti & Partner und Seilerzürich zu Marti.Seiler zusammen. Zuvor hatte Peter Marti die Aktien von Herbert Seiler übernommen.
Peter Marti ist Autor von Fachbüchern und hält Vorträge an Symposien sowie Veranstaltungen zu Kommunikations-Themen. 2012 hielt er mehrere Referate in Europa zum Thema „Ethik in der Kommunikation“, im November 2012 am Hauptsitz der EU im Rahmen des World Ethics Forum. Peter Martis Agentur ist Mitglied im Branchenverband Schweizer Werbe- und Kommunikationsagenturen. Er ist Mitglied der Schweizer Werbung (SW) und wurde  durch den Art Directors Club, das Film Festival in Cannes und die AAA ausgezeichnet.

## Werke
- Eidechsen-Marketing. Orell Füssli Verlag, 2006, ISBN 3-280-05180-0.
- Don Pedro und die Maus. crossmediales Marketing in digitalen Zeiten. Elster-Verlag 2012, ISBN 978-3-907668-94-8.